# Kjellerup Kommune
Kjellerup Kommune i Viborg Amt blev dannet ved kommunalreformen i 1970. Ved strukturreformen i 2007 blev den indlemmet i Silkeborg Kommune sammen med Gjern Kommune og Them Kommune. 

## Tidligere kommuner
Kjellerup Kommune blev dannet ved sammenlægning af 8 sognekommuner:
| Kommune    | Folketal 1. januar 1970 | Byer                        |
| ---------- | ----------------------- | --------------------------- |
| Kjellerup  | 3.502                   | Kjellerup                   |
| Grønbæk    | 1.982                   | Ans                         |
| Hinge      | 785                     | Nørskovlund                 |
| Levring    | 715                     | Levring                     |
| Sjørslev   | 1.266                   | Demstrup og Sjørslev        |
| Thorning   | 2.483                   | Nørre Knudstrup og Thorning |
| Vinderslev | 1.519                   | Vinderslev                  |
| Vium       | 850                     | Neder Hvam                  |
| I alt      | 13.102                  |                             |

## Sogne
Kjellerup Kommune bestod af følgende sogne, alle fra Lysgård Herred:
- Grønbæk Sogn
- Hinge Sogn
- Hørup Sogn
- Levring Sogn
- Sjørslev Sogn
- Thorning Sogn
- Vinderslev Sogn
- Vium Sogn

## Borgmestre[2]
| Periode   | Navn                | Parti                       |
| --------- | ------------------- | --------------------------- |
| 1970-1977 | Svend Winther       | Det Konservative Folkeparti |
| 1978-1985 | Knud Sørensen       | Venstre                     |
| 1986-1989 | Svend Winther       | Det Konservative Folkeparti |
| 1990-1997 | Jens Jørn Besser    | Socialdemokratiet           |
| 1998-2006 | Hans-Jørgen Hørning | Venstre                     |

## Rådhus
Kjellerup Kommunes rådhus, der lå på Agertoften 2, er revet ned og grunden er gjort klar til boligprojektet Rådhusparken.